# Enfrentamientos en los Altos del Golán
Los enfrentamientos en los Altos del Golán entre las Fuerzas Armadas de Siria y el Ejército Libre Sirio comenzaron a principios de noviembre de 2012, cuando el ejército sirio entró en conflicto contra los rebeldes sirios en varios pueblos y aldeas de la gobernación de Quneitra, que rápidamente se intensificaron y se extendieron a la zona desmilitarizada controlada por la UNDOF, que separa Siria de los Altos del Golán conquistados por Israel.
El 11 de noviembre de ese año, varios proyectiles de mortero fueron disparados desde Siria cayendo cerca de un puesto de avanzada militar israelí en los Altos del Golán, que fueron respondidos por Israel mediante «disparos de advertencia» contra Siria. Esto representó el primer incidente directo entre los dos países desde la guerra de Yom Kipur, casi cuarenta años antes.
Además de los combates registrados entre Israel y Siria por la zona de los Altos del Golan también se han registrado acciones bélicas dentro de territorio sirio y fuera de la zona de los Altos del Golán.

## Antecedentes
Durante la guerra de los Seis Días de 1967, Israel ocupó los Altos del Golán en Siria. Después de un intento fallido de recuperar la región en la guerra de Yom Kipur de 1973, Siria e Israel han mantenido una frágil tregua desde entonces, con las Naciones Unidas supervisando la zona desmilitarizada que separa a los países. La línea de armisticio se mantuvo en calma durante casi cuatro décadas, hasta el estallido de la denominada Primavera Árabe. Durante las manifestaciones en la frontera israelí de 2011, manifestantes palestinos se acercaron a la línea israelí y fueron repelidos posteriormente por fuerzas israelíes. Cuatro manifestantes murieron y decenas resultaron heridas. Además, varios soldados israelíes resultaron heridos cuando los manifestantes intentaron cruzar hacia la aldea drusa de Majdal Shams, ubicada en la zona controlada por Israel.
A medida que la guerra civil siria avanzaba, empezaron a surgir otros focos de enfrentamientos en la frontera con el Líbano y Turquía,[cita requerida] lo que hizo temer que el conflicto adquiriera dimensiones regionales.

### Incidentes

#### 2012
El 2 de noviembre, tres tanques sirios entraron en la zona desmilitarizada administrada por la ONU y se enfrentaron a los rebeldes cerca de la aldea de Beer Ajam; durante el enfrentamiento varias balas perdidas impactaron en una patrulla israelí presente en la zona. Israel respondió el 5 de noviembre presentando una queja ante el Consejo de Seguridad de las Naciones Unidas, alegando que Siria violó el acuerdo de 1974 sobre la separación firmado tras la guerra de Yom Kipur.
El 11 de noviembre, un proyectil de mortero se apartó de los combates en Quneitra gobernación de Siria y cayó cerca de un puesto de avanzada militar israelí en los Altos del Golán. Israel respondió con un «disparo de advertencia» y amenazó con nuevas represalias si los ataques persistían.
Al día siguiente, las fuerzas del gobierno sirio comenzaron a bombardear las posiciones de la oposición en la localidad de Bariqa, cerca de la línea de armisticio. Un periodista extranjero dijo haber visto la pelea desde el lado israelí de la línea, con las fuerzas del gobierno conduciendo a los rebeldes hacia la frontera con artillería pesada. Unos treinta minutos después, un proyectil cayó cerca de Tel Hazeka, en los Altos del Golán. Israel respondió bombardeando posiciones del gobierno sirio con tanques Merkava, lo que resulta en «golpes directos» contra las fuentes del fuego. Según la radio del ejército israelí, el gobierno de Al Assad pidió a Israel que deje de disparar, aunque no estaba claro si el bombardeo israelí causó alguna baja.
El 17 de noviembre, el ejército sirio destruyó una patrulla del ejército israelí cerca de la zona desmilitarizada, dañando un jeep. Artillería israelí respondió bombardeando la posición del ejército y el ejército sirio con disparos con morteros. No se reportaron heridos.

#### 2013
El 23 y 24 de marzo, nuevos incidentes se registraron en Tel Fares, cuando varios disparos que fueron realizados desde Siria alcanzaron un vehículo de patrulla israelí, y que fueron respondidos por el Ejército israelí contra un puesto militar sirio. Israel llevó a cabo el lanzamiento de un misil antitanque guiado Tamuz a un puesto militar sirio, resultando dos efectivos sirios heridos y el puesto destruido.
El 21 de mayo, un jeep de las FDI que patrullaba Tel Fares fue alcanzado por disparos procedentes de las fuerzas del ejército sirio, aunque este fue dañado —destruido según Siria—, fuentes israelíes negaron que soldados hayan resultado heridos. Poco después, el Cuerpo de Artillería respondió el fuego con misiles de alta precisión Tamuz.

#### 2014
El 22 de junio, la Fuerza Aérea Israelí atacó nueve objetivos del ejército sirio cerca de la frontera. Entre ellos, posiciones de artillería y cuarteles como el de la 90.ª División de las Fuerzas Armadas de Siria situado en la localidad vecina de Quneitra, donde murieron 10 soldados sirios. El ataque se debió a la caída de un proyectil Kornet sirio sobre civiles israelíes dejando un joven muerto y tres heridos.
El 14 de julio, la aviación israelí lanzó ataques aéreos contra la zona de los Altos del Golán perteneciente a Siria, matando a al menos 4 personas e hiriendo a otras 10. Estos ataques se deben a respuesta de Israel debido al lanzamiento y caída de dos cohetes proveniente de Siria sobre los Altos del Golán. Además, la ONG Observatorio Sirio de Derechos Humanos informó que también aviones de guerra de Israel atacaron desde el Golán ocupado un edificio y las inmediaciones de la casa del gobernador de Quneitra, situada en la localidad siria de Baaz. Otro blanco fue la 90.ª brigada del Ejército Sirio, según la ONG siria, sin embargo no pudo determinarse el número de víctimas.

#### 2015
El 29 de julio, un VANT de la Fuerza Aérea de Israel llevó a cabo un ataque en Quneitra, provocando la muerte dos efectivos de Hezbolá y tres miembros de la FDN.
En la noche del 20 de agosto, Ejército israelí lanzó 5 o 6 ataques de artillería y aviación en la meseta del Golán, contra posiciones del Ejército sirio, en respuesta a los disparos de cuatro cohetes contra Israel en la misma área y el norte de Galilea. La aviación y la artillería israelíes bombardearon al menos 14 posiciones del Ejército sirio, matando a dos soldado e hiriendo a ocho. También murieron cinco miembros de las FDN. Un responsable militar israelí acusó a un par iraní de ser el «cerebro» de estos disparos, afirmando que Said Izadi, jefe de la rama palestina de fuerza Al Quds iraní, fue el instigador de este acto de agresión perpetrado por la Yihad islámica, organización controlada por Irán.
El 27 de septiembre, Israel llevó a cabo otros tres ataques aéreos, en respuesta al impacto de dos proyectiles de mortero provenientes de Siria sobre territorio ocupado por el Estado hebreo.

#### 2016
En junio de 2016, aviones israelíes atacaron puestos de control del Ejército sirio en el sur de la ciudad de Homs, según Siria. Israel no confirmó ni desmintió la información. El 4 de julio Israel atacó dos objetivos militares en Siria en respuesta a un incidente "inusual" que se produjo en la frontera entre los dos países.

### Enfrentamientos fuera de la zona de los Altos del Golán

#### 2013
El 30 de enero de 2013, aviones de combate israelíes bombardearon durante la noche a un convoy sirio sospechoso a lo largo de la frontera siriolibanesa, que supuestamente movía armas a Hezbolá en el Líbano. Aviones de combate golpearon a los vehículos debido a que llevaban piezas de misiles SA-17, de fabricación rusa, de mediano alcance del sistema de entrega y otros equipos que podrían haberse utilizado para atacar a Israel. Además de ello los aviones israelíes bombardearon un centro científico en Jamraya donde se presume que podría haber albergado armas químicas, el saldo fue de al menos dos muertos y cinco heridos, el ataque se llevó a cabo debido a las preocupaciones que el estado hebreo tiene sobre la tenencia de Siria de armas químicas y convencionales.
El 4 de mayo de 2013, fuentes oficiales sirias afirmaron que varios aviones de guerra israelíes habrían atacado la madrugada anterior un transporte de misiles que supuestamente iban destinados a Hezbolá.
En la madrugada del 5 de mayo, según la televisión estatal siria, varios cohetes israelíes alcanzaron una instalación militar en las afueras de Damasco. La emisora saudí Al Jazeera, por su parte, señaló que en un barrio de Damasco también habían sido bombardeados los cuarteles de una unidad de élite y la Guardia Republicana. Las fuentes oficiales israelíes no reconocieron ninguno de estos dos ataques.
El 1 de noviembre de 2013, la televisión israelí emitió un comunicado clasificado de la Casa Blanca en la que se acusaba a Israel de haber atacado el día anterior una base militar siria cerca de la ciudad portuaria de Latakia. Según la filtración, los israelíes creían que en la base cercana a la localidad de Snobar Jableh, al sur de Latakia, se almacenaban equipos sofisticados de misiles supuestamente destinados a Hezbolá.

#### 2014
El 7 de diciembre de 2014, la televisión estatal siria aseguró que cazas israelíes bombardearon áreas cercanas al aeropuerto internacional de Damasco y la localidad de Dimas, cerca de la frontera con Líbano. El comando general del Ejército sirio afirmó que se habían producido «pérdidas materiales en algunas instalaciones». Según Siria el ataque beneficiaría a Al Qaeda. Funcionarios occidentales e israelíes dijeron que se trataba de una operación contra misiles iraníes que eran transportados hacia el Líbano, para ser entregados a Hezbolá.

#### 2015
El 20 de enero de 2015, dos misiles israelíes alcanzaron un convoy formado por miembros de la Guardia Revolucionaria Iraní (incluyendo un importante general llamado Mohamed Ali Allahdadi, que resultó muerto) y milicianos de Hezbolá en el Golán sirio. Entre los seis soldados de Hezbolá muertos, se encuentran su responsable en Siria e Irak, Mohamed Issa, y el jefe de las células, Yihad Mugniyah. Un miembro de las FDI dijo a Reuters que fue «un helicóptero israelí el que llevó a cabo el ataque», y que dos aviones de reconocimiento habrían sido vistos sobrevolando el área.
El 27 de enero, un vehículo israelí fue impactado por dos cohetes lanzados desde Siria por parte de Hezbolá, y las FDI respondieron con fuego de artillería. El intercambio se produjo en el marco de una advertencia emanada desde Teherán, según la cual el gobierno hebreo había cruzado una «línea roja» al matar a un general iraní.
Al día siguiente, Hezbolá lanzó un proyectil antitanque hacia un convoy israelí en las Granjas de Shebaa, matando a dos soldados hebreos e hiriendo a siete. En represalia, Israel realizó 50 disparos de artillería hacia el sur del Líbano, que afectaron a varias localidades, según funcionarios de Beirut citados por Associated Press. El breve combate dejó un saldo de entre 2 y 15 soldados israelíes, y un casco azul español de la ONU muertos, así como nueve vehículos israelíes destruidos. No se esclareció si Hezbolá sufrió bajas o no.
El 24 de abril, aviones de guerra israelíes penetraron la región de Al-Qalamun, situada en la frontera siriolibanesa y se dirigieron para atacar a las 155.ª y 65.ª brigadas del Ejército Árabe Sirio, que poseen armas estratégicas y misiles de largo alcance. Fuentes locales reportaron varias explosiones sucedidas después de los ataques israelíes en la ciudad de Al-Qutayfah y los alrededores de las ciudades de Yabroud y Qarah, situadas en esa zona.
El 11 de noviembre, la aviación israelí bombardeó varios objetivos localizados en las cercanías del Aeropuerto Internacional de Damasco, sin dejar ninguna víctima. Se destacó que, probablemente, los bombardeos se habían realizado contra una sala de reuniones empleada por militares sirios de alto rango, así como contra depósitos de armas de las Fuerzas Armadas de Siria. El ejército israelí no confirmó ni desmintió los reportes existentes acerca de dichos ataques.
El 23 de noviembre, cazas israelíes habrían bombardeado posiciones del Ejército sirio en la región de Al-Qalamun, entre Siria y el Líbano. Según la televisión iraní HispanTV, que acusa a Israel de cooperar con los grupos terroristas que luchan para derrocar al Gobierno de Bashar al-Asad, en ese ataque al menos 13 soldados del Ejército sirio habrían muerto y decenas podrían haber resultado heridos, varios de ellos de gravedad. Dichos ataques podrían estar destinados a debilitar al Ejército sirio. Según el Observatorio Sirio para los Derechos Humanos no hubo víctimas. Israel atacó a Siria en represalia por la caída de cohetes en su territorio.

### 2017
El 17 de marzo de 2017, cuatro cazas israelíes se acercaron a Palmira con la intención de bombardear una posición Hezbolá entrando a través del Líbano. Siria respondió lanzando un misil SA-5 contra los jets de combate, derribando uno y dañando otro, mientras que Israel no admitió ningún tipo de baja en sus aviones de combate, utilizando el país hebreo un sistema de defensa y destrucción de misiles denominado Jetz III (Arrow 3), incluso misiles se dispararon contra territorio Israelí, pero destruidos por el sistema antimisil Israelí.
El 22 de marzo el primer ministro de Israel, Benyamin Netanyahu, mientras se encontraba de visita en China, informó de que la continuación de los ataques aéreos de Israel en el suelo sirio figuraba entre sus mensajes al presidente ruso, Vladímir Putin, durante la reunión que mantuvieron el 9 de marzo.
El 1 de abril de 2017 el embajador de Israel en Rusia, Zvi Heifetz, afirmó que ese régimen está preparado para iniciar una operación militar en el territorio sirio, en caso de sentir la menor amenaza por parte de Hezbolá. También ha rechazado los esfuerzos de Irán para restablecer las bases navales o aéreas en Siria y los ha categorizado de perjudiciales para la seguridad de Israel, Rusia y toda la región de Oriente Medio.
El 21 de abril el ejército israelí atacó con artillería las posiciones del gobierno en la provincia de Quneitra y cerca de al-Samadiniyah al-Sharqiyah, las SAA anuncian que los bombardeos no causaron víctimas mortales. Los ataques en días posteriores causaron más víctimas, entre ellas el coronel de la resistencia palestina Abdurahman.
El 25 de abril el comando israelí confirma que su campaña de bombardeo a Siria que comenzó el 17 de marzo acabó con al menos 100 misiles, así como armamento y equipo en los alrededores de Palmira y en los altos del Golán que iban a ser transferidos a Hezbolá.
El 27 de abril las fuerzas israelíes bombardearon depósitos de municiones en el aeropuerto de Damasco. El cual es confirmado por el ministro de inteligencia israelí Yisrael Katz después de la visita del ministro de Defensa Lieberman a Rusia, además del uso de sus sistemas Patriot en los altos del Golán contra un dron en Siria.
El 30 de abril la IAF lanzó un nuevo ataque contra las SAA, destruyendo posiciones de la 90.ª Brigada en al Quneitra.
El 24 de junio la IAF atacó posiciones del ejército sirio en Quneitra, permitiendo el avance de los rebeldes en la ciudad de Baath, aunque el ataque fue repelido al día siguiente.
El 25 de junio tras un nuevo avance rebelde en Ba'ath, la IAF volvió a bombardear las posiciones de la SAA, argumentando que fuego de mortero cayó en los altos del Golán.